# Due (Myss Keta)
Due è un singolo della rapper italiana Myss Keta pubblicato il 6 novembre 2020 come secondo estratto dall'EP Il cielo non è un limite. Prodotto da Riva, è stato pubblicato dalle etichette discografiche Island Records e Universal Music.

## Descrizione
Il brano, descritto come un «delirio» elettropop, prende ispirazione da Two Times, brano del 1999 di Ann Lee.

## Video musicale
Il lyric video del brano, pubblicato in concomitanza con l'uscita del singolo, è stato creato dall'artista di animazioni 3D Lorenzo Clementi.

## Tracce
1. Due – 2:43